# Massingy (Alta Saboia)
Massingy é uma comuna francesa na região administrativa de Auvérnia-Ródano-Alpes, no departamento da Alta Saboia. Estende-se por uma área de 12.34 km². Em 2010 a comuna tinha 897 habitantes (densidade: 72,7 hab./km²).